# Vail (Arizona)
Vail – jednostka osadnicza w Stanach Zjednoczonych, w stanie Arizona, w hrabstwie Pima.